# Gland (affluent de l'Oise)
Pour les articles homonymes, voir Gland.
Le Gland est une rivière française qui coule dans les départements des Ardennes et de l'Aisne, en région Grand Est et Hauts-de-France, ou en ancienne région Champagne-Ardenne et Picardie. C'est un affluent de l'Oise en rive gauche, donc un sous-affluent de la Seine. C'est, à sa naissance, un cours d'eau du parc naturel régional des Ardennes.

## Hydronymie
Les formes anciennes de la rivière du Gland sont Glans en 1258 dans un cartulaire de l'abbaye de Foigny, Glan dans un cartulaire de l'abbaye de Saint-Michel et Glant en 1300 dans un cartulaire de la seigneurie de Guise.
Pour les toponymistes, Albert Dauzat, Ernest Nègre, Charles Rostaing, le nom du cours d'eau provient de la racine gauloise, glano signifiant « pur » dans cette langue et non du latin, glans, glandis qui a donné son nom au fruit du chêne, le gland,.

## Géographie
Le Gland prend naissance sur le territoire de la commune de Regniowez, entre les lieux-dits le Château Blanc et la Fourchemaque, à 354 m d'altitude, au sein d'une zone très boisée et fort arrosée du nord-ouest du département des Ardennes.
Peu après sa naissance, il adopte la direction de l'ouest, direction générale qu'il maintient tout au long de son parcours de 36,7 kilomètres. Il traverse la zone protégée du marais de la Louvière au nord du pôle mécanique des Ardennes sur un ancien aérodrome.
Après avoir franchi la limite du département de l'Aisne et baigné notamment Saint-Michel, il se jette dans l'Oise (rive gauche) au niveau de la ville d'Hirson, à 170 m d'altitude.
Les cours d'eau voisins sont la Wartoise au nord, l'Eau Noire au nord-est, la Faux et ses affluents à l'est, la Sormonne au sud-est et au sud, l'Oise au sud-ouest, à l'ouest et au nord-ouest.

### Communes et cantons traversés
Dans les deux département des Ardennes et de l'Aisne, le Gland traverse les huit communes suivantes, de l'amont vers l'aval, de, dans les Ardennes, Regniowez (source), Neuville-lez-Beaulieu, Signy-le-Petit, Brognon, La Neuville-aux-Joûtes, puis dans l'Aisne, Watigny, Saint-Michel et Hirson.
Soit en termes de cantons, le Gland prend source dans le canton de Rocroi, conflue dans le canton de Hirson, dans les deux arrondissement de Charleville-Mézières et arrondissement de Vervins.

### Bassin versant
Le Gland traverse une seule zone hydrographique Le Gland de sa source au confluent de l'Oise (exclu) (H001)[Quoi ?] de 214 km2 de superficie. Ce bassin versant est constitué à 52,09 % de « territoires agricoles », à 43,27 % de « forêts et milieux semi-naturels », à 4,55 % de « territoires artificialisés », à 0,09 % de « surfaces en eau ». 

### Organisme gestionnaire
L'organisme gestionnaire est le Syndicat Intercommunal pour l'Aménagement de l'Oise Amont.

## Affluents
Le Gland a douze affluents référencés dont :
- le ruisseau des Cosaques (rd), sur la seule commune de Neuville-lez-Beaulieu.
- le ruisseau de la Gravelotte, sur les deux communes de Signy-le-Petit et Brognon.
- le ruisseau des Grosses Pierres (rd),
- la Mulle (rd), sur la seule commune de La Neuville-aux-Joûtes.
- le ruisseau de Blanry (rg), sur la seule commune de Signy-le-Petit.
- le ruisseau des Mal Assises,
- le Grand Riaux (rd),
- Artoise (rd) 19,3 km sur les trois communes de Saint-Michel, Watigny, Signy-le-Petit et prenant source en Belgique sous le nom de Wartoise, et rang de Strahler trois.
- Le Petit Gland (rg) 29 km sur neuf communes et avec six affluents et lui donne ses eaux à Saint-Michel de rang de Strahler quatre.
- le ruisseau de Brugnon (rd),
- un bras du Gland,

Donc son rang de Strahler est de cinq.

## Aménagements et écologie

### Pêche
Le Gland présente une bonne densité de truites, de souche sauvage, de taille modeste, typiques des rivières coulant sur des schistes. La densité de truites sauvages est importante. Le point faible de la rivière est le fait qu'elle connaît des étiages sévères. Pêche à la mouche ou au lancer.

### Poissons remarquables
On trouve dans la vallée du Gland du chabot, la lamproie de Planer, la truite fario et le vairon.

### Plantes remarquables
On remarque dans la vallée du Gland, les plantes telles que la dorine à feuilles alternées et la dorine à feuilles opposées, ainsi que le scorsonère des prés.

### Autres espèces remarquables
On signale aussi dans la vallée du gland le caloptéryx vierge et la perle (insecte) marginée.

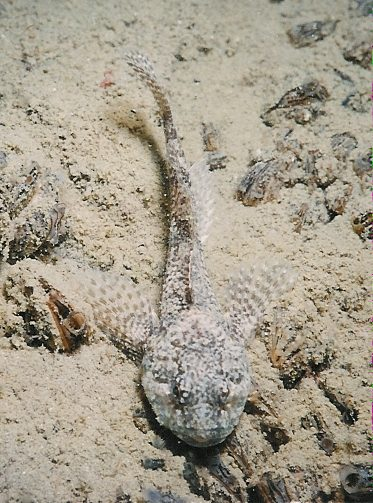
Le chabot.
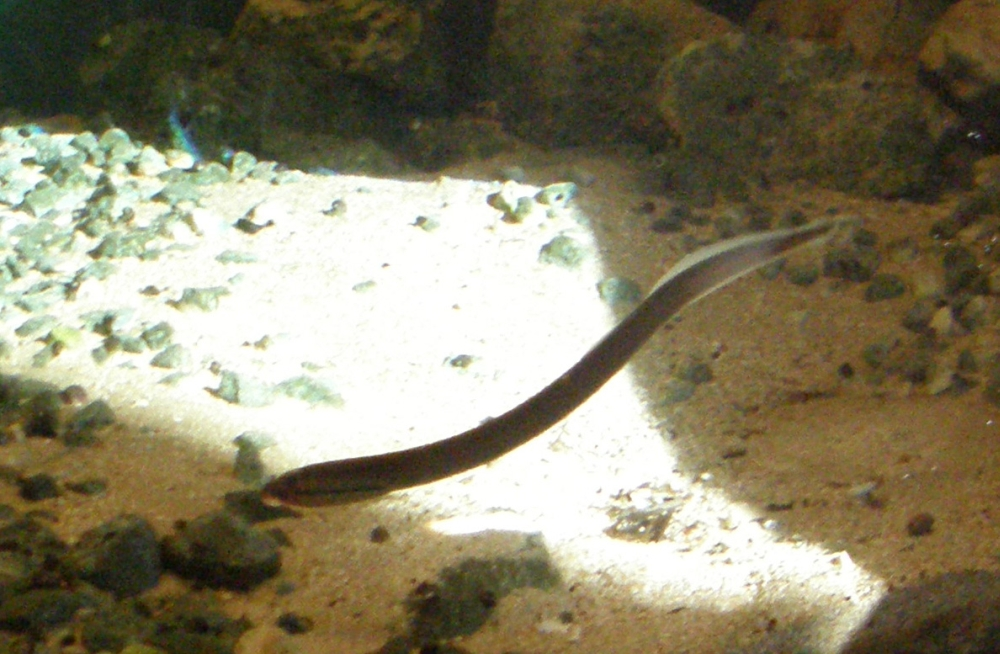
La lamproie de Planer.
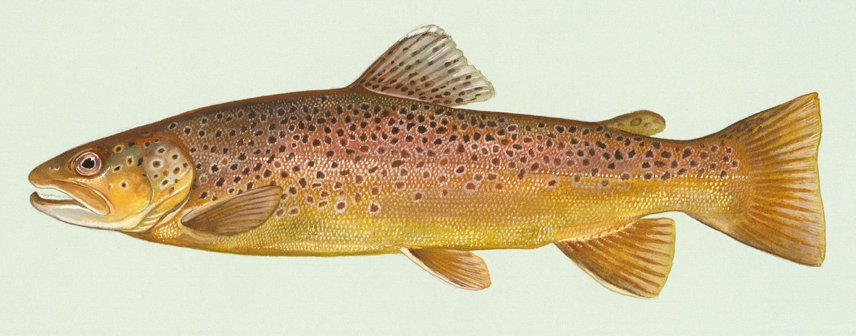
La truite fario.
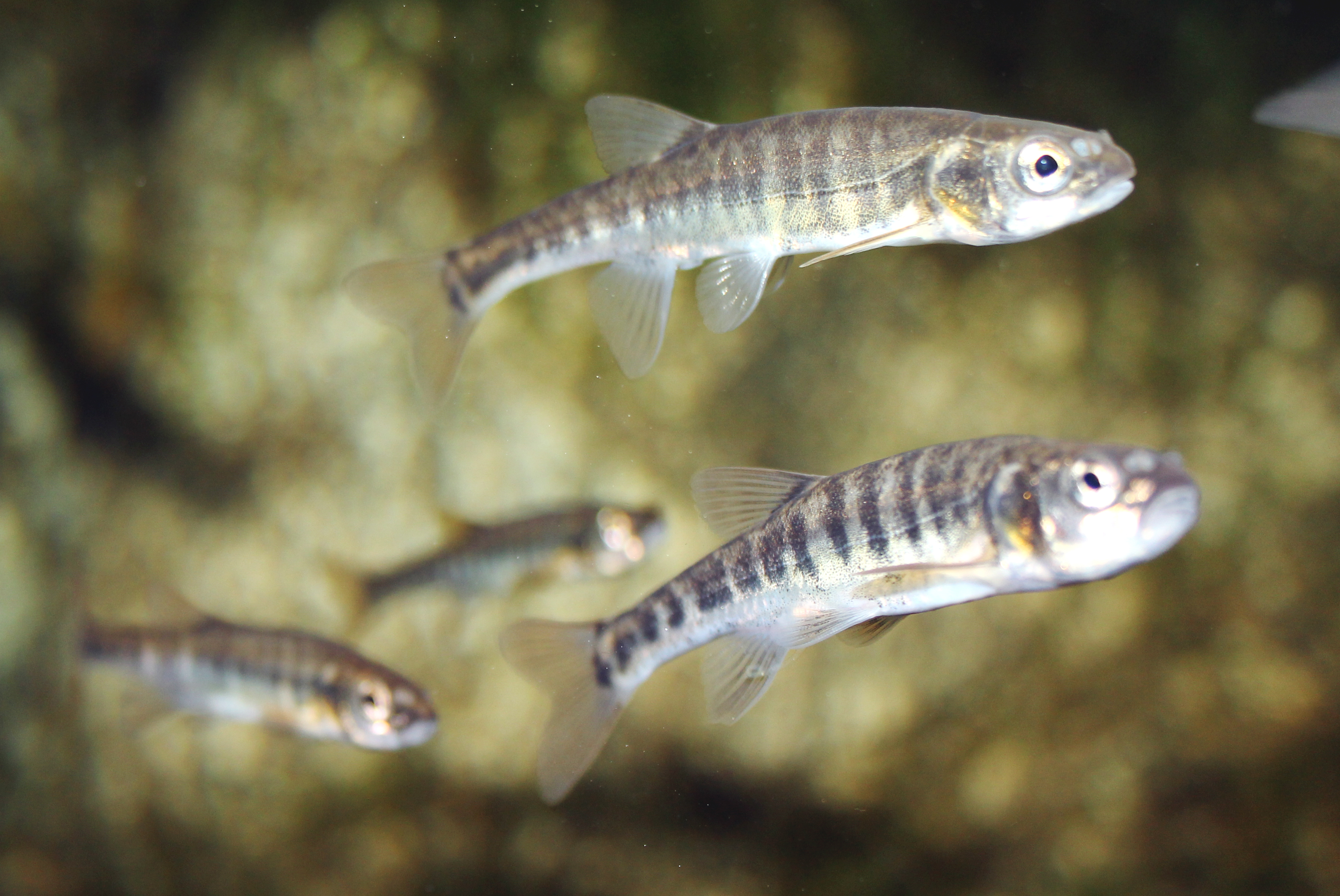
Le vairon.
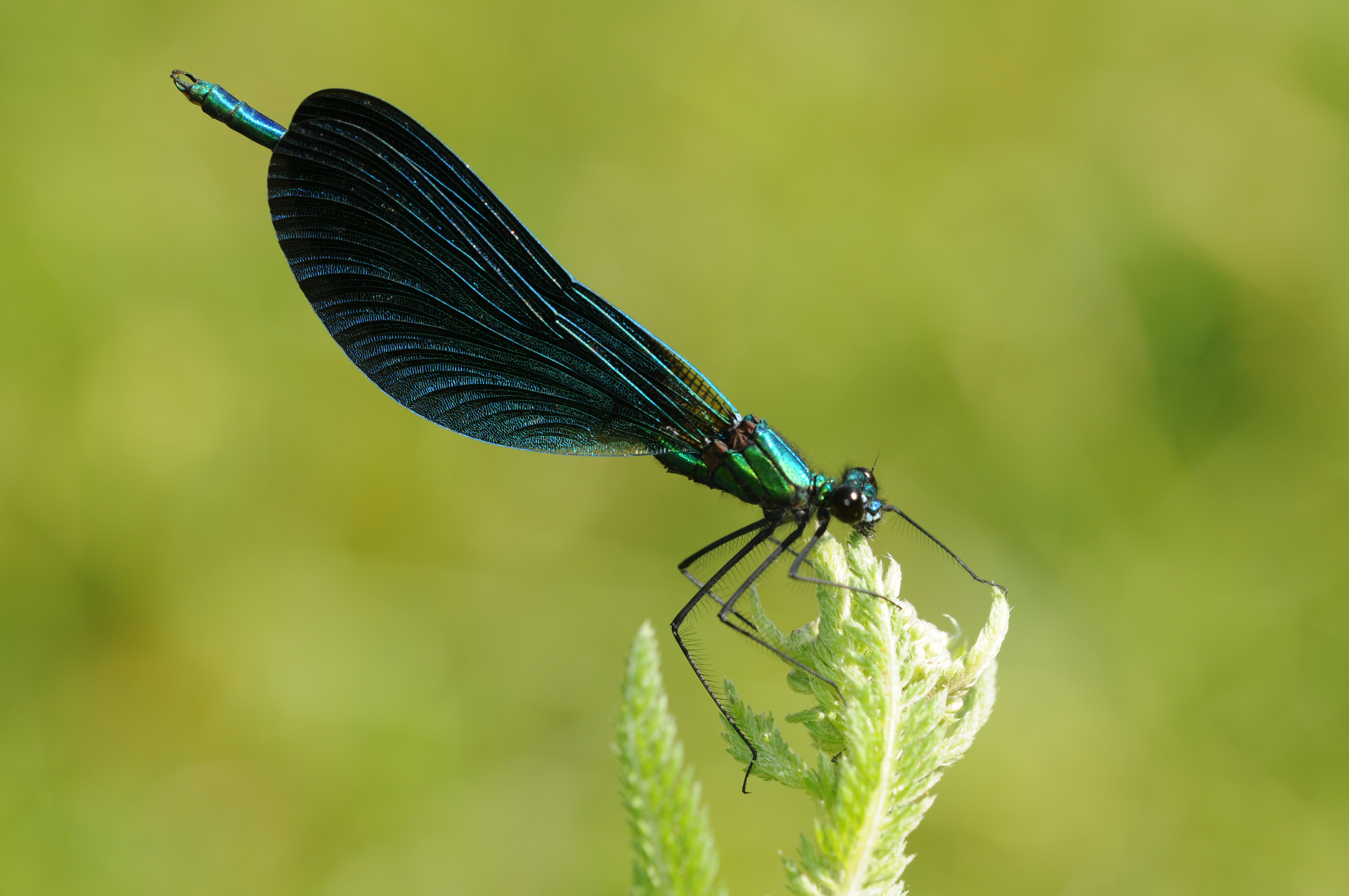
Le caloptéryx vierge.
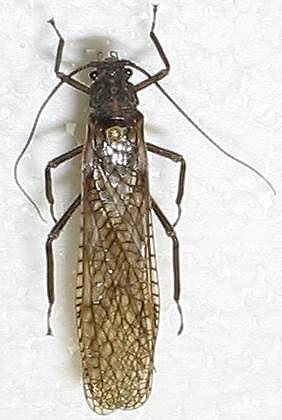
La perle (insecte) marginée.
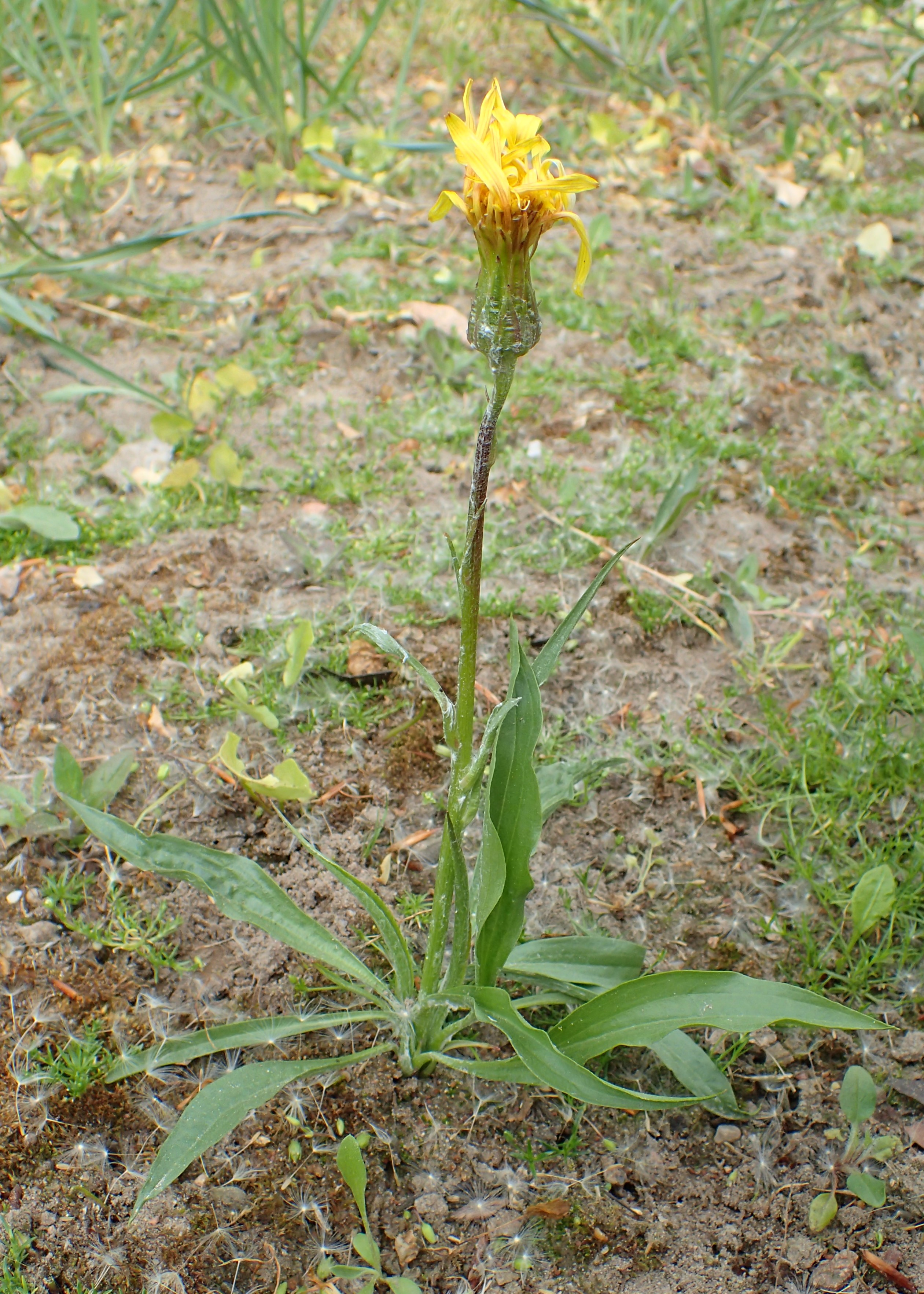
Scorsonère des prés.
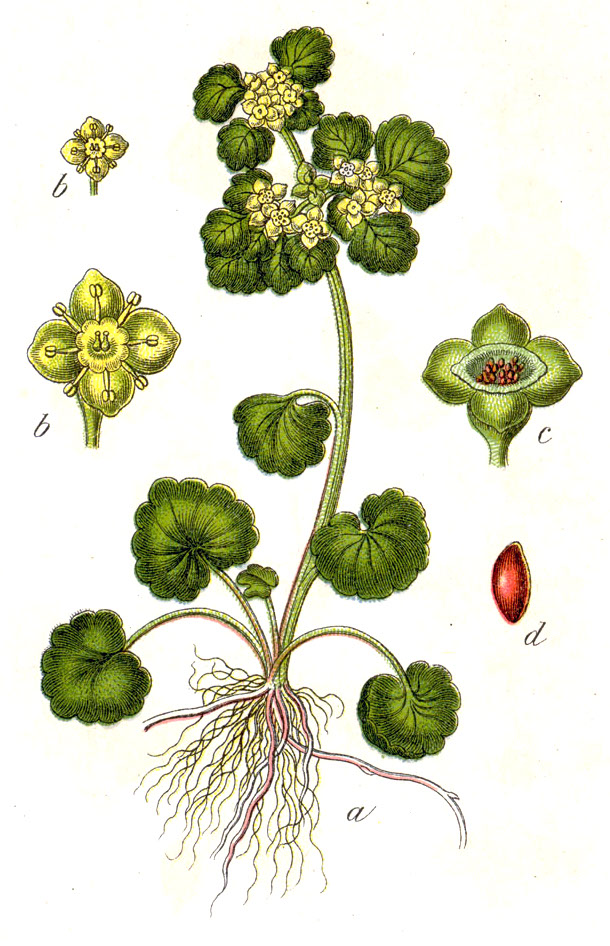
Dorine à feuilles alternes.
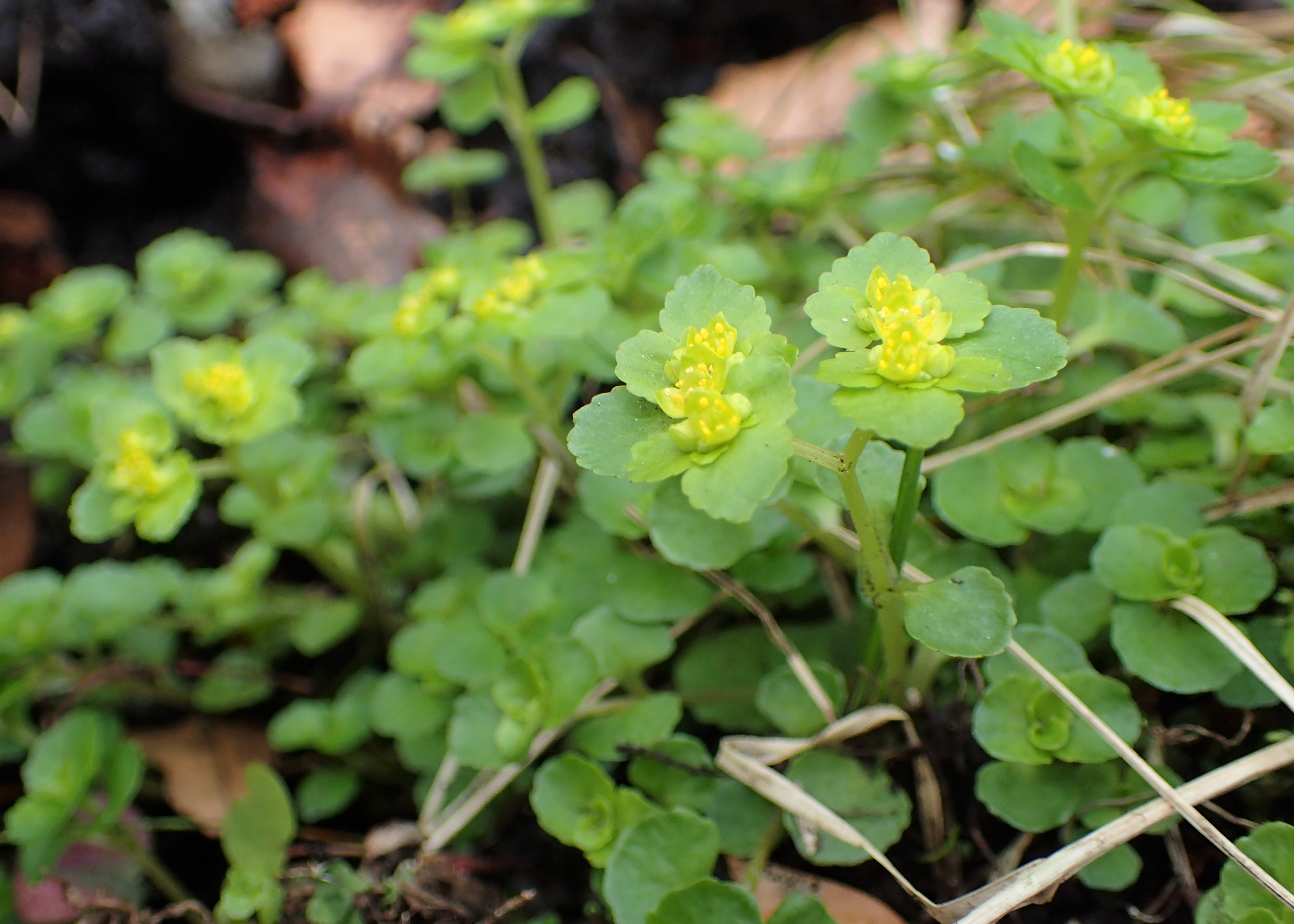
Dorine à feuilles opposées.

## Patrimoine - Curiosités - Tourisme

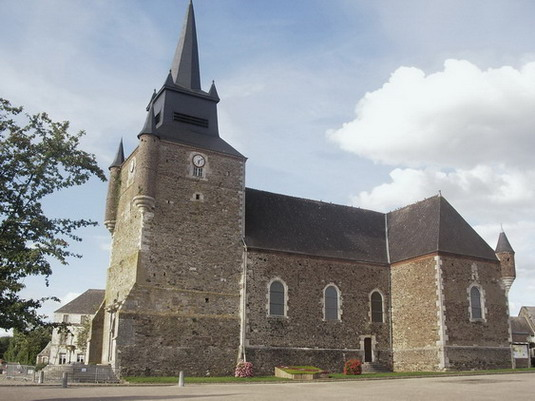
Église fortifiée de Signy-le-Petit

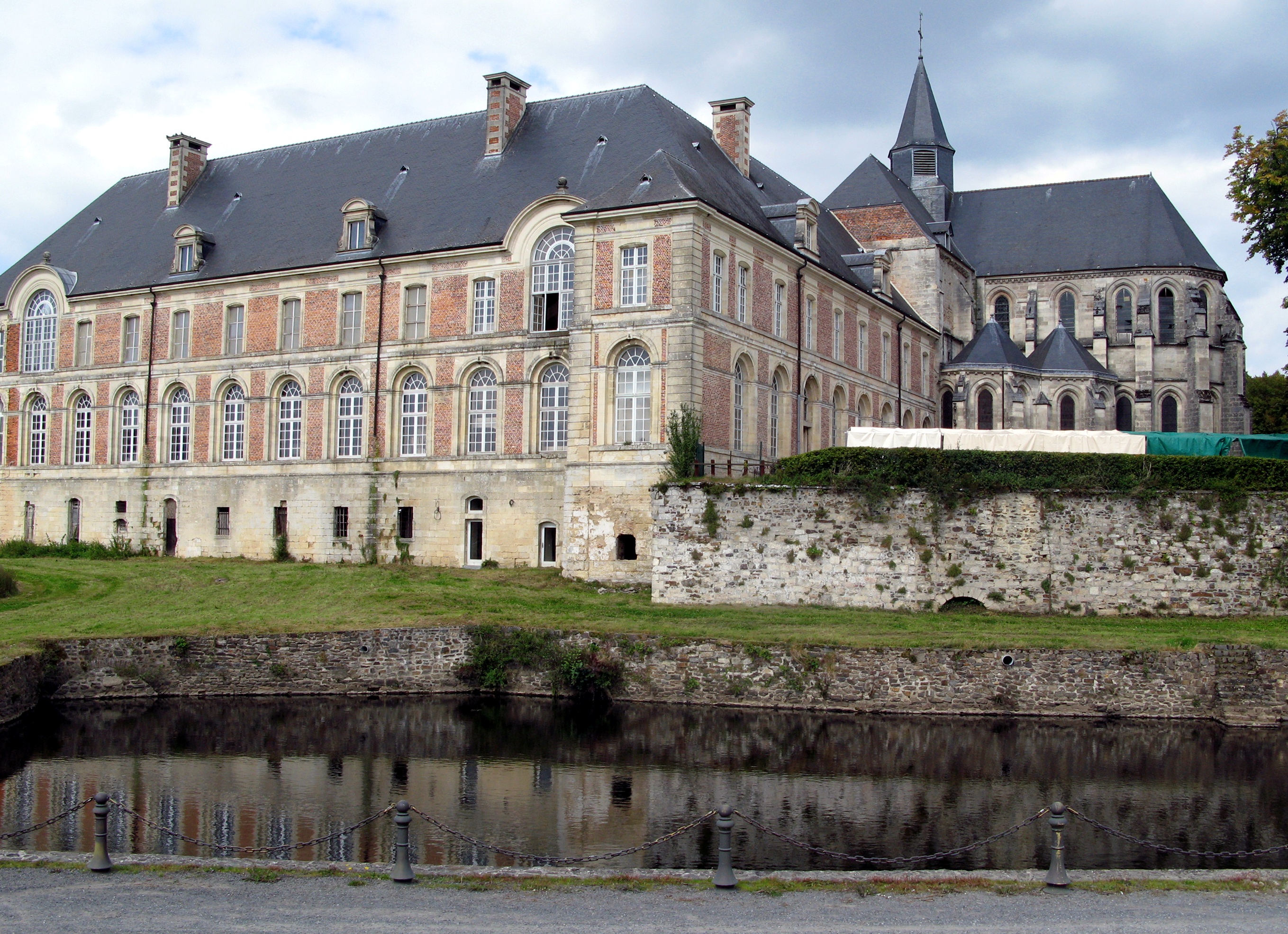
L'abbaye de Saint-Michel et son abbatiale gothique.

- Regniowez : L'église du XIXe possède des orgues datant de l'époque de Louis XIV. Festivals de musique classique, concerts d'orgue. Prieuré transformé en centre culturel. Artisanat. Nombreux bois et forêts. Sentiers pédestres. Source du Gland et belle vallée de la Sormonne.
- Signy-le-Petit : Superbe église fortifiée reconstruite en 1680 (inscrite Monument Historique). Maisons anciennes du XVIIe siècle. Château du début du XVIIIe. Forêt. Deux étangs. Baignades dans l'étang de la Motte. Chasse, pêche, sentiers pédestres. Équitation, location de chevaux.
- La Neuville-aux-Joûtes : Chasse, pêche, randonnées en forêt. Gîte rural.
- Neuville-lez-Beaulieu : Bois, étangs, vallées du Gland et de la Sormonne, ruisseaux. Chasse. Randonnées, cyclotourisme, pêche.
- Watigny : Sépultures gallo-romaines. Château de la Cloperie du XVIIe siècle, avec tourelles circulaires aux angles. Ferme fortifiée. Pigeonnier-tour circulaire. Église fortifiée Saint-Jean-Baptiste du XVIe, siècle bien restaurée récemment. 1.000 hectares de forêt (forêt domaniale de Saint-Michel) avec agréables ruisseaux (Gland des Bois, Grand Riaux et sources de l'Artoise). Foyer rural. Pêche, chasse, randonnées en forêt, cyclotourisme.
- Saint-Michel : Magnifique église gothique Saint-Michel, ancienne abbatiale bénédictine (Monument Historique). Construite à partir de la fin du XIIe siècle. Transept avec célèbre rosace à 12 rayons. Orgue de 1714. Bâtiments abbatiaux du XVIIIe (Monument Historique). Cloître avec peintures murales et bâtiments conventuels (Monument Historique). Ces derniers furent convertis en orphelinat pour filles par César Favard au XIXe. Mausolée grandiose aux Favard (Monument Historique) dû à Charles Garnier. Maison du prévôt de l'abbaye du XVIe siècle (inscrit Monument Historique). Musée de la vie rurale et forestière. Forêt domaniale de Saint-Michel: faune sauvage et flore, marécages, ruisseaux (Artoise, Gland des Bois, Grand Riaux). Festival de musique baroque. Chasse, pêche, canoë-kayak, randonnées en forêt, cyclotourisme. Halle des sports. Camping, gîte d'étape.
- Hirson : Confluent de l'Oise et du Gland. Château de la Neuve Forge. Église du XIXe siècle avec tableaux provenant de l'abbaye Saint-Michel. Musée du folklore et de l'archéologie locale avec une très belle collection de plaques de cheminée et de crémaillères des XVIe et XVIIe. La belle forêt d'Hirson prolonge celle de Saint-Michel. Plusieurs étangs. Pêche, chasse, canoë-kayak, randonnées en forêt, cyclotourisme. Équipements sportifs. Camping. Gîte de pêche.